# Airfast Indonesia
Airfast Indonesia – indonezyjska linia lotnicza z siedzibą w Dżakarcie. Obsługuje połączenia krajowe i czarterowe.

## Flota
Według stanu na kwiecień 2025 flota Airfast Indonesia składała się z 10 samolotów o średnim wieku 10,5 lat:
| Samolot                       | Samolot | Samolot   | Liczba miejsc | Liczba miejsc | Uwagi |
| Model                         | Aktywne | Zamówione | E             | Łącznie       | Uwagi |
| ----------------------------- | ------- | --------- | ------------- | ------------- | ----- |
| Boeing 737 MAX 8              | 2       | -         | 175           | 175           |       |
| De Havilland Canada DHC-6-300 | 3       | -         | 18            | 18            |       |
| De Havilland Canada DHC-6-400 | 5       | -         | 18            | 18            |       |
| Łącznie                       | 10      | 0         |               |               |       |